# 長瀬武平
長瀬 武平（ながせ ぶへい、1884年（明治17年）2月20日 - 1955年（昭和33年）3月8日）は、大日本帝国陸軍軍人。最終階級は陸軍中将。功二級

## 経歴
1884年（明治17年）に富山県で生まれた。陸軍士官学校第18期、陸軍大学校第30期卒業。1930年（昭和5年）、陸軍歩兵大佐に進級し、近衛師団司令部附として明治大学に配属された。1932年（昭和7年）に歩兵第17連隊長に転じ、中国大陸に出動。熱河作戦、関内作戦に参加し、戦果を収めた。1935年（昭和10年）に陸軍少将に進級し、佐世保要塞司令官に就任。
1936年（昭和11年）に歩兵第8旅団長に転じ、日中戦争に出動。泥濘の津浦線沿線を南下し、黄河を渡河。山東省に進み、台児荘の戦い、徐州会戦に参加、特に徐州会戦では日本軍主力として大なる戦果を収めた。1938年（昭和13年）に陸軍中将進級と同時に留守第12師団長に親補され、1940年（昭和15年）8月1日に待命、8月31日に予備役に編入された。1945年（昭和20年）3月8日に召集され、西部軍管区司令部附に発令された。4月15日に対馬要塞司令官に就任し、終戦を迎えた。